# Tatu Kolehmainen
Taavetti Heikki „Tatu“ Kolehmainen (* 21. April 1885 in Kuopio; † 15. Juni 1967 in Helsinki) war ein finnischer Langstreckenläufer. Er war der ältere Bruder des vierfachen Olympiasiegers Hannes Kolehmainen.
Kolehmainen nahm 1912 an den Olympischen Spielen in Stockholm teil. Im Vorlauf über 10.000 Meter qualifizierte er sich mit der drittbesten Zeit für das Finale. Das Finale selbst beendete er vorzeitig, während sein Bruder Hannes den Lauf gewann. Darüber hinaus startete er beim Marathon, den er aber ebenfalls nicht beendete. 1913 lief er mit 1:07:40,2 h einen Weltrekord über 20.000 Meter. Nach dem Krieg startete er im Alter von 35 Jahren noch bei den Olympischen Spielen in Antwerpen. Er startete wieder im Marathon, den Hannes Kolehmainen gewann. Tatu Kolehmainen wurde elfeinhalb Minuten dahinter Zehnter.
Bei finnischen Meisterschaften war neben Hannes Kolehmainen Albin Stenroos sein stärkster Kontrahent. Insgesamt gewann Tatu Kolehmainen bei finnischen Leichtathletik-Meisterschaften fünf Titel, neunmal wurde er Zweiter und dreimal Dritter.
Tatu Kolehmainen war je nach Quelle 1,62 bis 1,64 Meter groß und wog zwischen 54 und 57 Kilogramm. Er war Mitglied der Vereine Kuopion Reipas (bis 1907) und Kuopion Riento (1908), später von Helsingin Kisa-Veikot. Danach war er Mitglied bei Helsingin Jyry.

## Finnische Meisterschaften
- 1908: 2. Platz, 10.000 Meter, hinter Hannes Kolehmainen
- 1909: 1. Platz, Marathon, vor Viljami Kolehmainen und Albin Stenroos
- 1910: 3. Platz, 5000 Meter, hinter Hannes Kolehmainen und Stenroos
- 1910: 2. Platz, 10.000 Meter, hinter Stenroos
- 1910: 1. Platz, Stundenlauf, zusammen mit Hannes Kolehmainen
- 1911: 2. Platz, 5000 Meter, hinter Hannes Kolehmainen
- 1911: 2. Platz, 10.000 Meter, hinter Hannes Kolehmainen
- 1912: 1. Platz, Stundenlauf, vor Karl Viisanen und Valfrid Hakala
- 1913: 2. Platz, 5000 Meter, hinter Stenroos
- 1913: 2. Platz, 10.000 Meter, hinter Stenroos
- 1914: 2. Platz, 5000 Meter, hinter Hjalmar Nyström
- 1914: 1. Platz, 10.000 Meter, vor Nyström und Heikki Liimatainen
- 1915: 2. Platz, 5000 Meter, hinter Stenroos
- 1915: 2. Platz, 10.000 Meter, hinter Stenroos
- 1916: 3. Platz, 10.000 Meter, hinter Stenroos und Teodor Koskenniemi
- 1919: 1. Platz, 25.000 Meter, vor Aarne Kallberg
- 1920: 3. Platz, 10.000 Meter, hinter Liimatainen und Kalle Kytöniemi